# Минсинген (Виртемберг)
Минсинген (њем. Münsingen) град је у њемачкој савезној држави Баден-Виртемберг. Једно је од 26 општинских средишта округа Ројтлинген. Према процјени из 2010. у граду је живјело 14.549 становника. Посједује регионалну шифру (AGS) 8415053.

## Географски и демографски подаци
Минсинген се налази у савезној држави Баден-Виртемберг у округу Ројтлинген. Град се налази на надморској висини од 707 метара. Површина општине износи 116,0 km². У самом граду је, према процјени из 2010. године, живјело 14.549 становника. Просјечна густина становништва износи 125 становника/km².

## Међународна сарадња
| Мјесто    | Држава     | Врста сарадње | Од    |
| --------- | ---------- | ------------- | ----- |
|           | Швајцарска | пријатељство  | 1964. |
| Мезеберењ | Мађарска   | партнерство   | 1993. |
| Бопро     | Француска  | партнерство   | 1986. |
| Извор     |            |               |       |